# Buick Limited

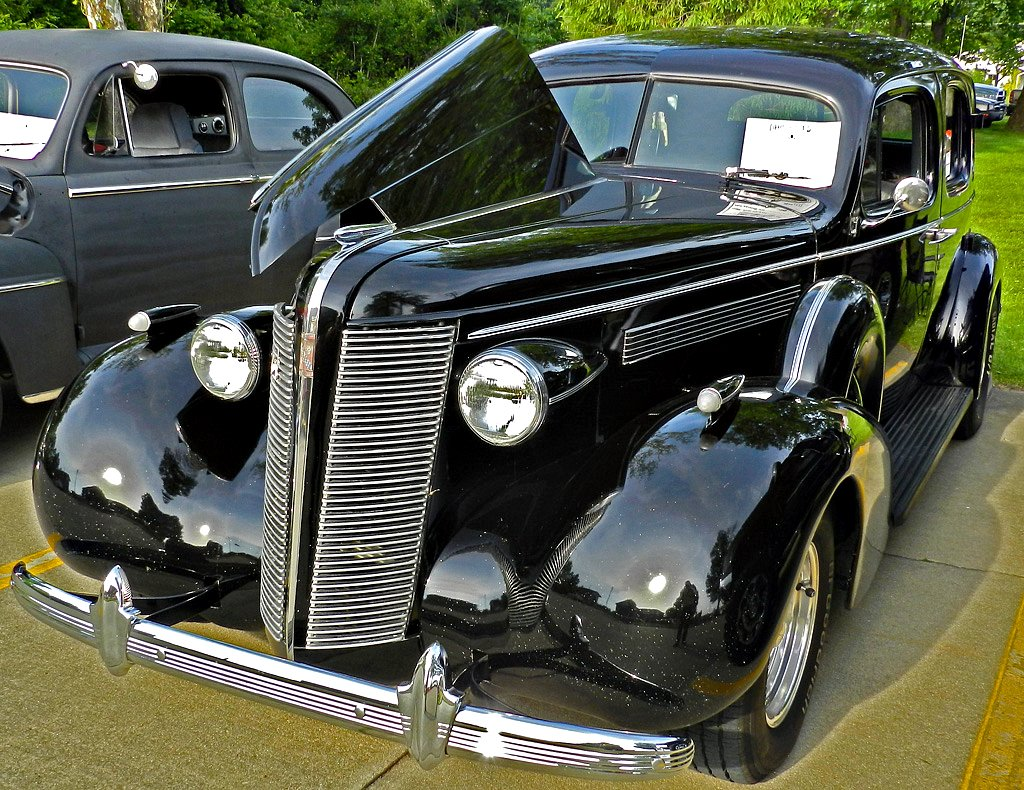
Buick Limited de 1937

La Buick Limited est apparu dans la gamme du constructeur américain Buick en 1936.
L'appellation a auparavant été utilisée par la division Oldsmobile de General Motors. Jusqu'à 1942, le modèle Limited était le plus dispendieux de la gamme Buick au-dessus du modèle Roadmaster. En 1958, Buick réintroduisait la Limited qui était encore une fois le modèle le plus dispendieux de cette marque. L'année suivante, le nom disparaissait à nouveau alors que tous les modèles Buick recevaient de nouveaux noms.
Les Buick Limited 1936-1942 étaient de grandes automobiles, essentiellement en version limousine, qui empiétaient directement sur le domaine normalement réservé à Cadillac en affichant un prix moins excessif, d'où une animosité de la marque. Cette concurrence doit être relativisée par le faible nombre de Limited produites à partir de 1938 (autour de 1 500, sauf en 1941).

## Genèse

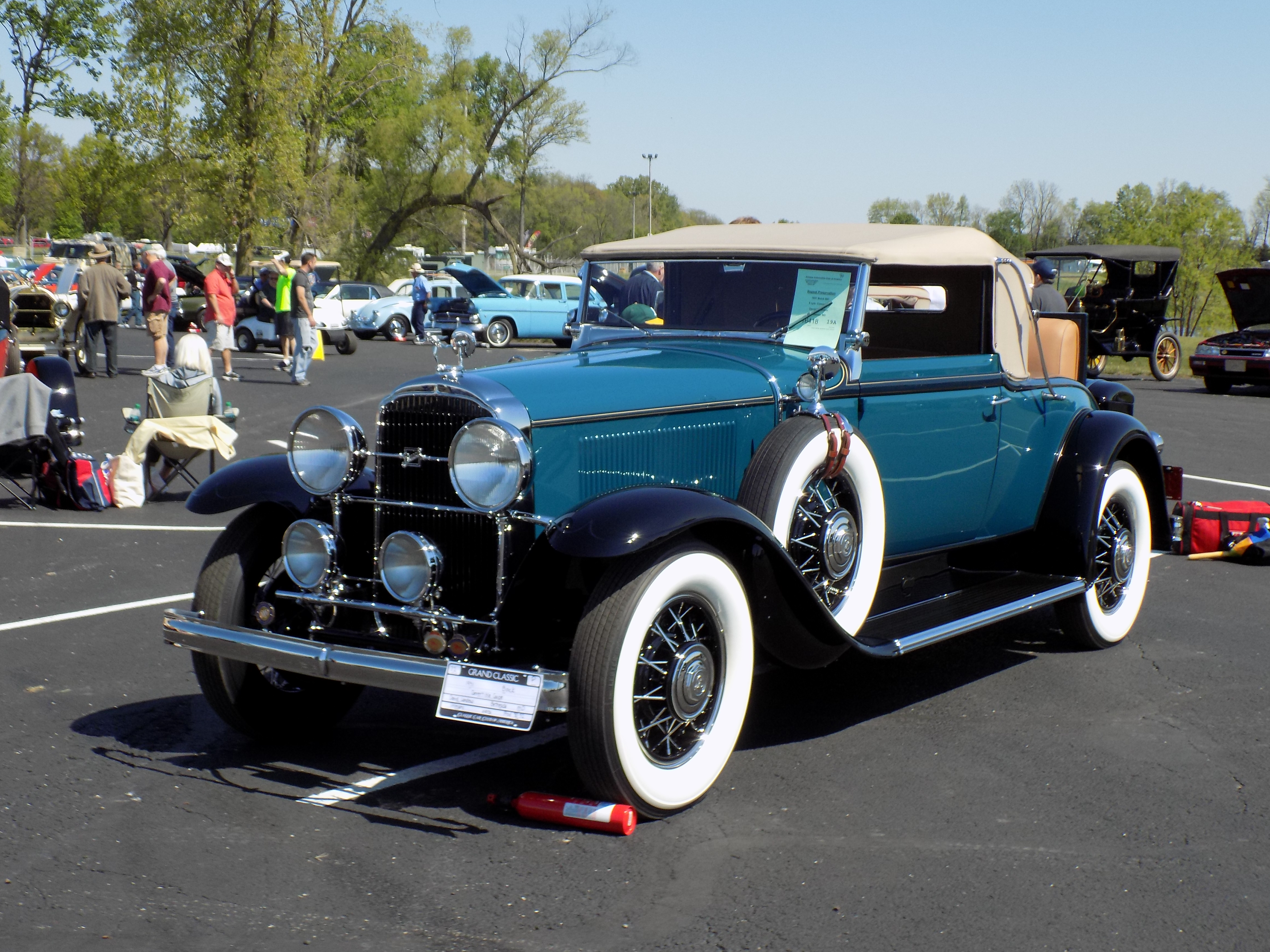
Buick série 90 de 1931.

En 1931, Buick qui ne proposait que des moteurs à six cylindres met au point le fameux Buick Straight Eight de huit cylindres en ligne et renouvelle entièrement sa gamme, faisant disparaître les petites série 40 au profit de l’éphémère marque Marquette (automobile) (en). Au sommet de la gamme apparaît un nouveau modèle, Série 90, apte à rivaliser avec les Packard et Cadillac.
Les Buick série 90 seront produites jusqu'en 1935 et partagèrent à leurs débuts des éléments de carrosserie avec Cadillac sur un châssis de 134 puis 138 pouces d'empattement (3,505 m). Celles de 1934-1935 avaient un châssis de 136 pouces et une caisse plus basse et légèrement plus aérodynamique. En 1935, le modèle de prestige est renommé Limited.

## 1936-1940

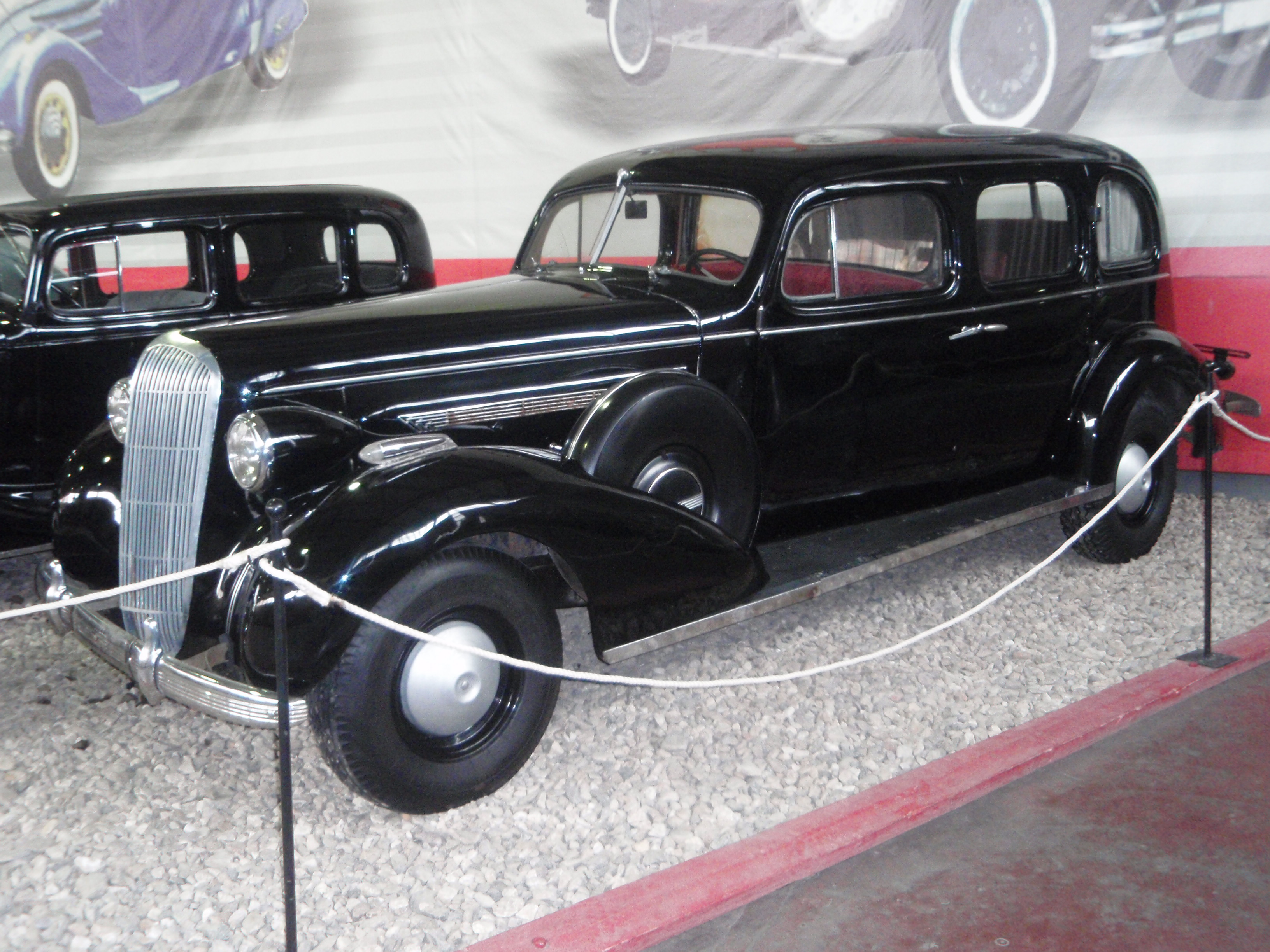
Limousine 8 places de 1936 au musée de Moscou.

En 1936, Buick renouvelle sa gamme et donne des noms de baptême à ses modèles : la série 40 devenant la Special, la 60 Century, la 80 Roadmaster et la série 90 revêt le nom de Limited. Cette dernière adopte à nouveau l'empattement de 138 pouces et utilise une version de 120 ch du Straight Eight (5,2 l de cylindrée) qui se maintiendra jusqu'en 1942. La calandre et divers détails changent en 1937 mais la caisse des Limited et Roadmaster continue à utiliser des éléments de structure en bois jusqu'à la fin de l'année.

En 1938, outre le tout-acier, un nouveau châssis de 140 pouces (3,556 m) fait son apparition. Alors que tous les autres modèles ont été redessinés en 1939, la Limited conserve sa carrosserie de l'année précédente intégrant la nouvelle calandre, en chute d'eau, des Buick 1939.

Limousine 1938 de la famille grand-ducale luxembourgeoise utilisée dans leur exil face à l'avancée allemande.
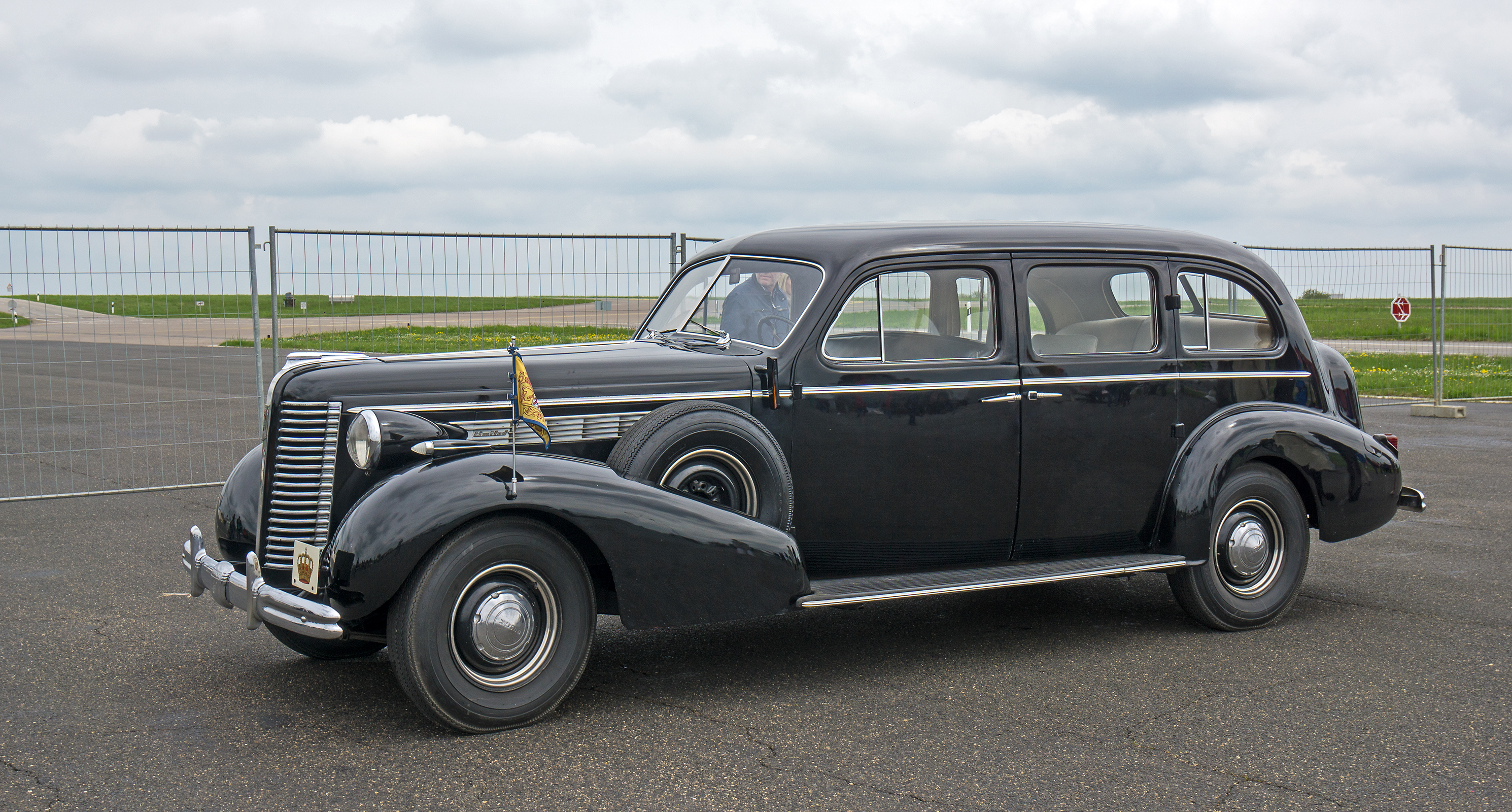
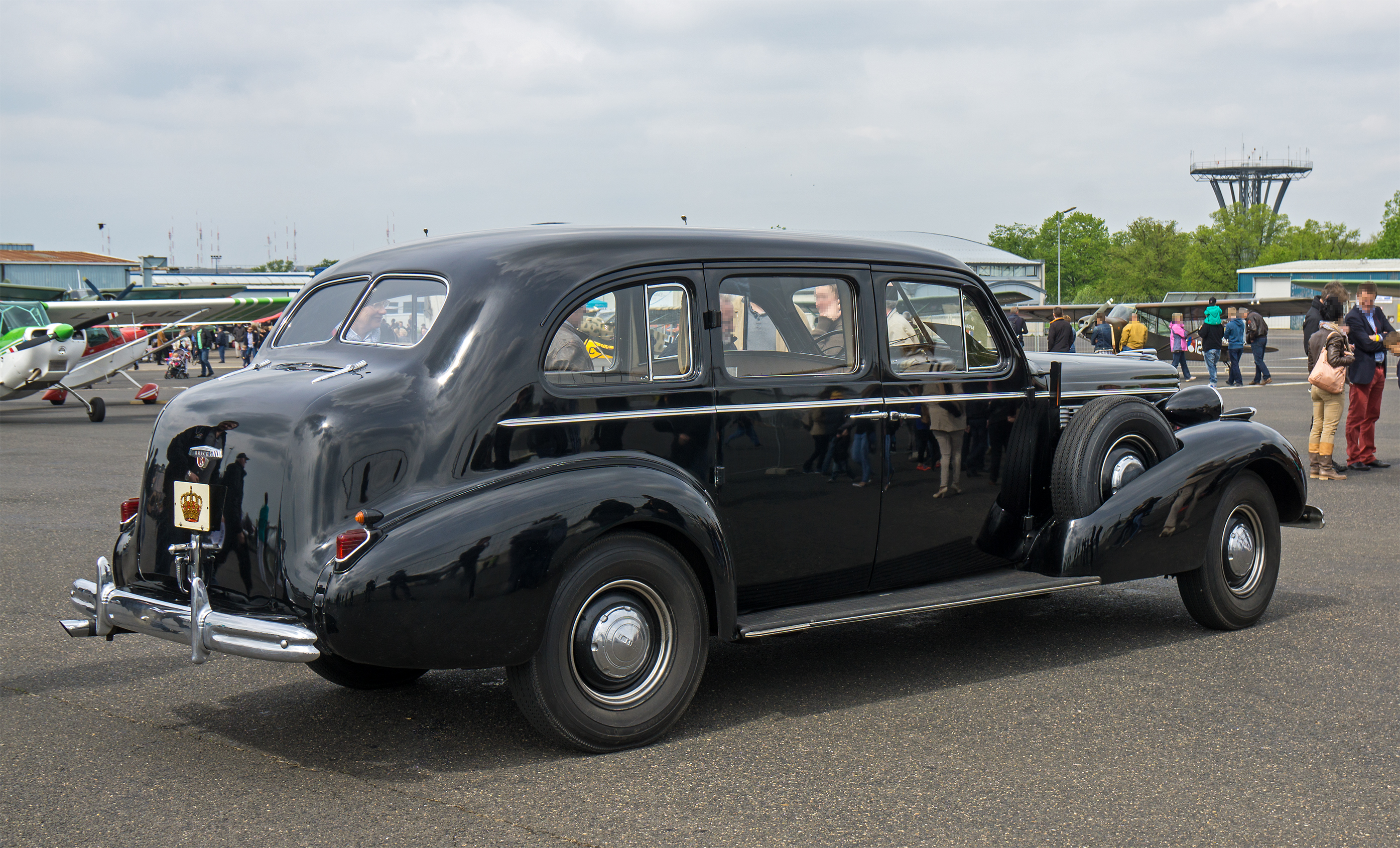
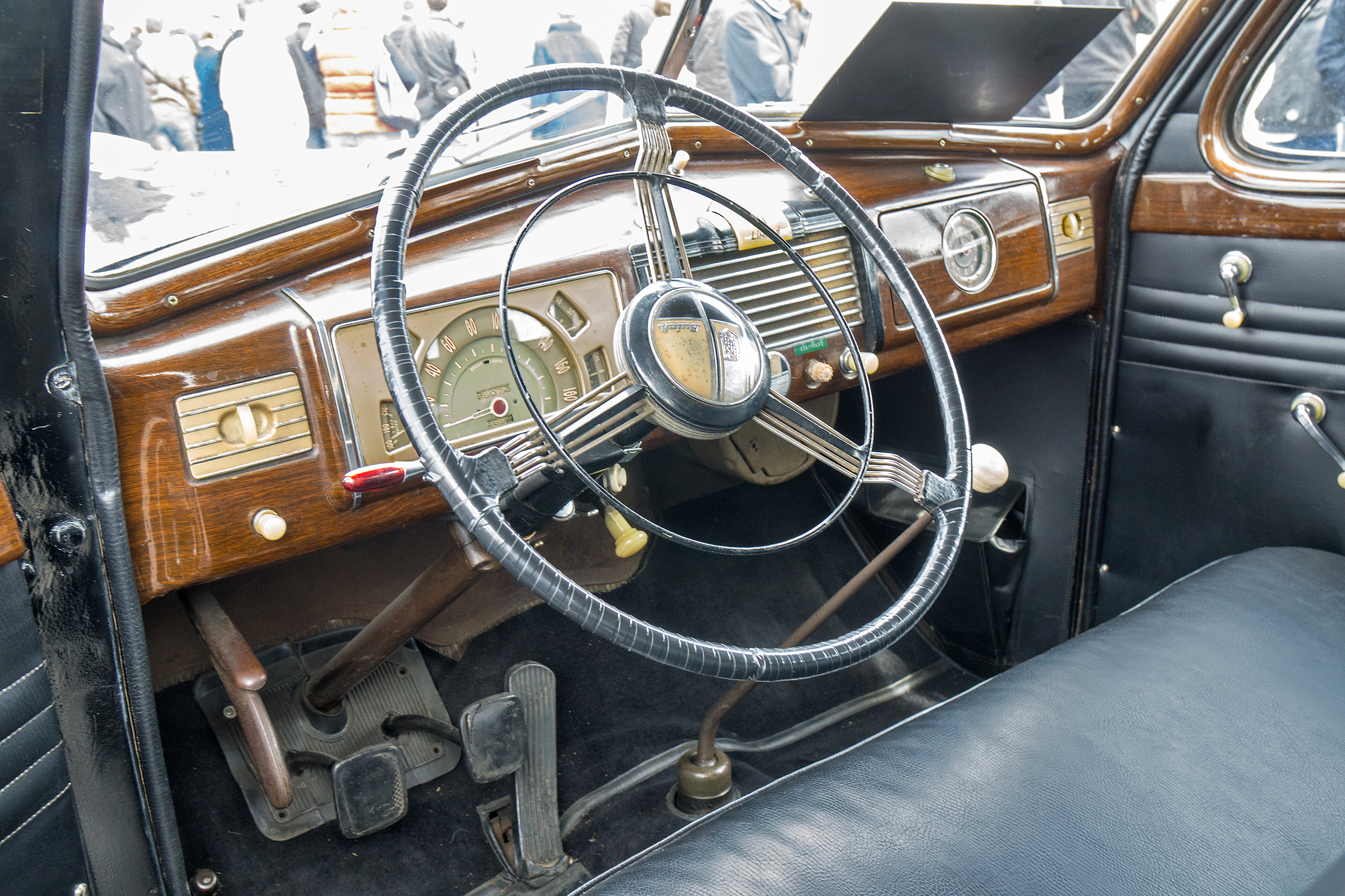
Tableau de bord et banquette en cuir du conducteur.
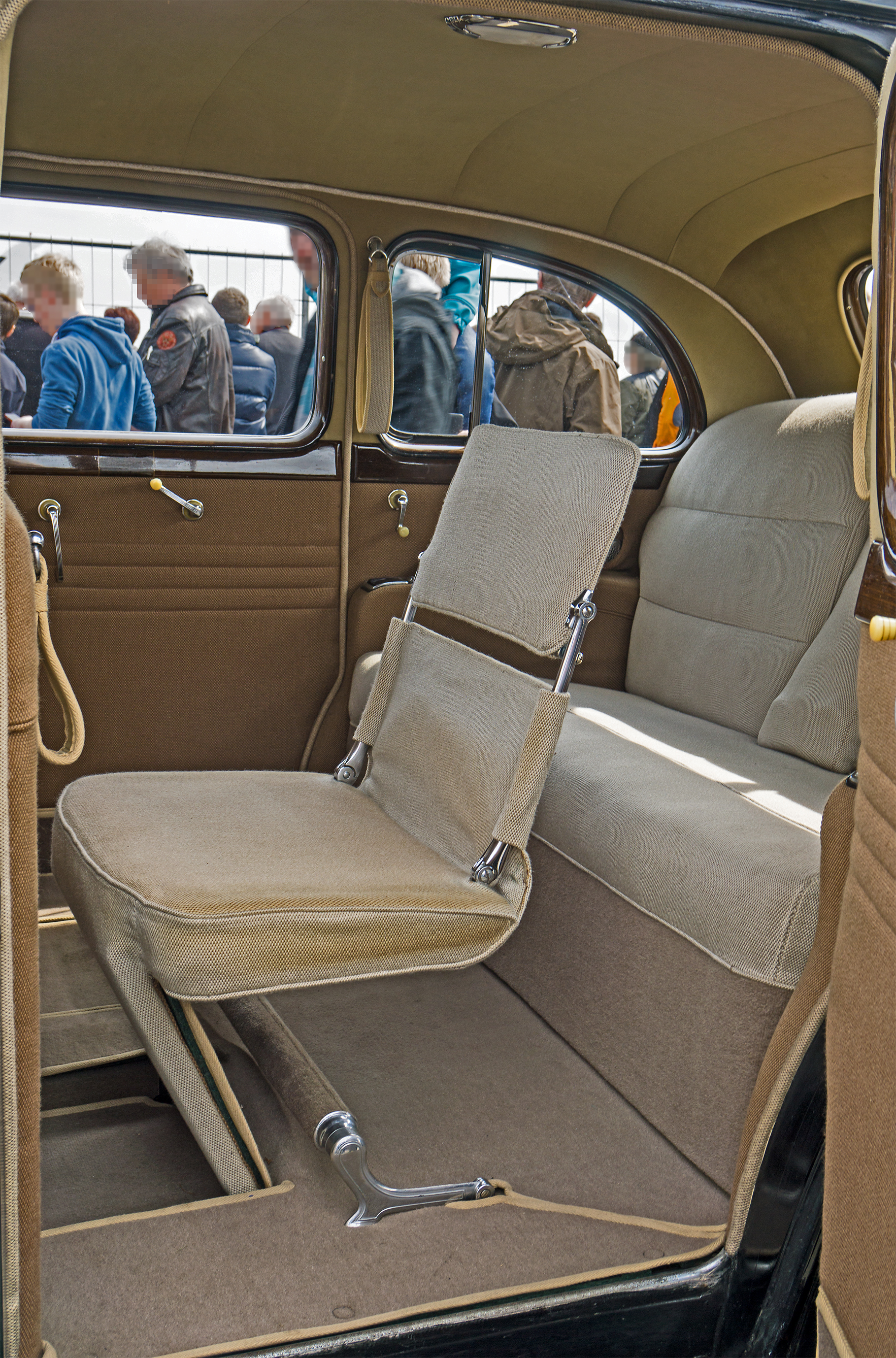
Arrière de l'habitacle.

Alors que les série 90 antérieures comprenaient des coupés, cabriolets et berlines quatre fenêtres, de 1936 à 1939, la gamme des Limited ne concerne que trois modèles, en plus des versions remodelées par des carrossiers indépendants :
- berline 6 places (avec un second coffre derrière la banquette avant à partir de 1939) ;
- berline 8 places (très proche mais avec deux sièges auxiliaires pliants) ;
- limousine 8 places (avec une cloison de séparation vitrée avec le chauffeur).

S'il n'y a pas non plus de renouvellement en 1940 pour ce qui est des série 90, un changement marquant intervient car, avec la création des nouvelles Buick Roadmaster (série 70), les versions encore récentes des anciennes Roadmaster 80 sont reconduites sous le nom de Buick Limited série 80. Ces nouveaux modèles à l'empattement de 133 pouces (3,37 m) offrent 6 versions (avec ou sans coffre proéminent) :
- phaéton (cabriolet 4 portes) ;
- berline sports (4 portes, 6 places) ;
- berline "formelle" avec cloison de séparation (6 places).

Comme toutes les autres Buick, les Limited 80 et 90 adoptent une nouvelle calandre à la forme très proche mais avec de plus épaisses barres horizontales.

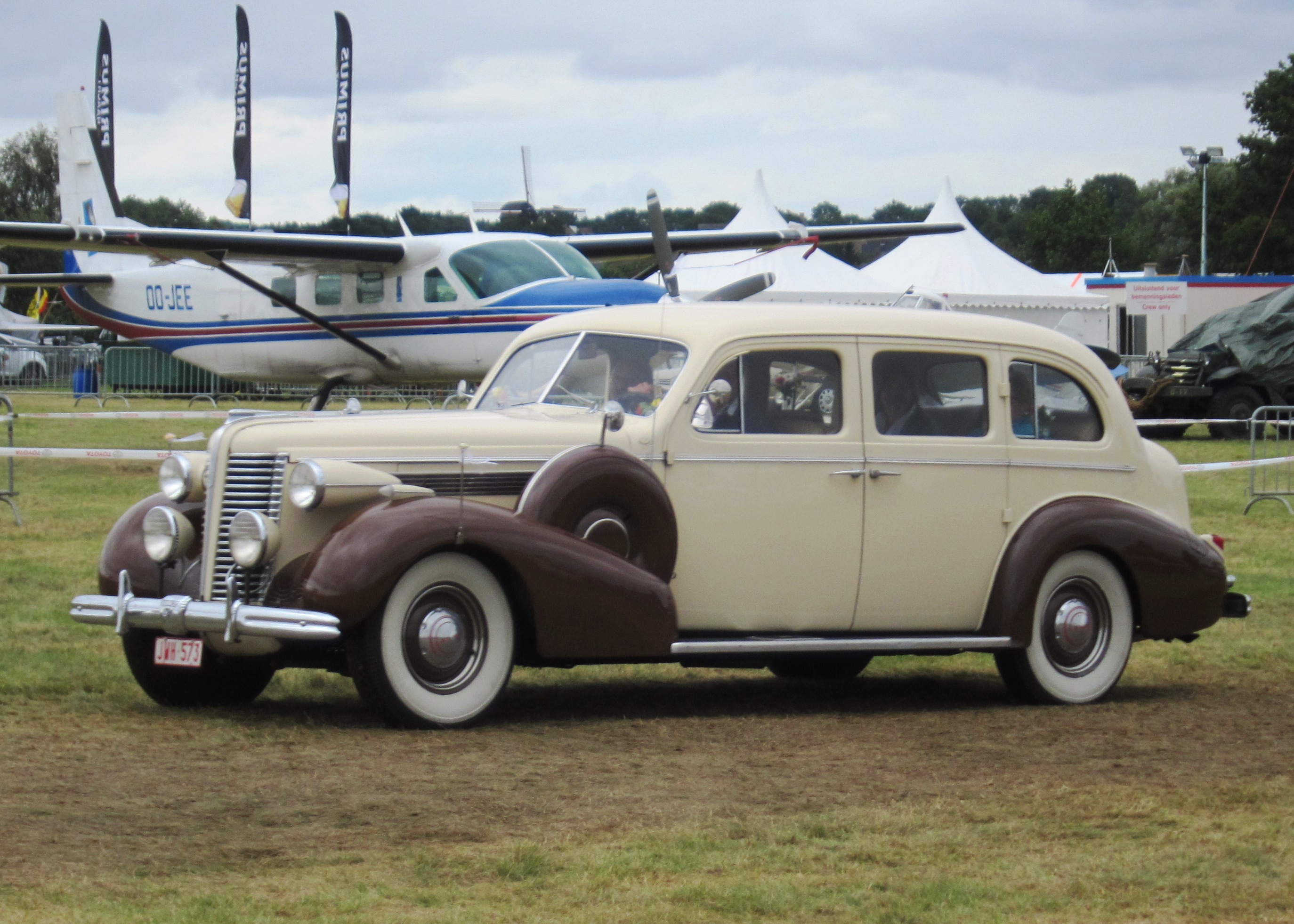
Limousine de 1937.
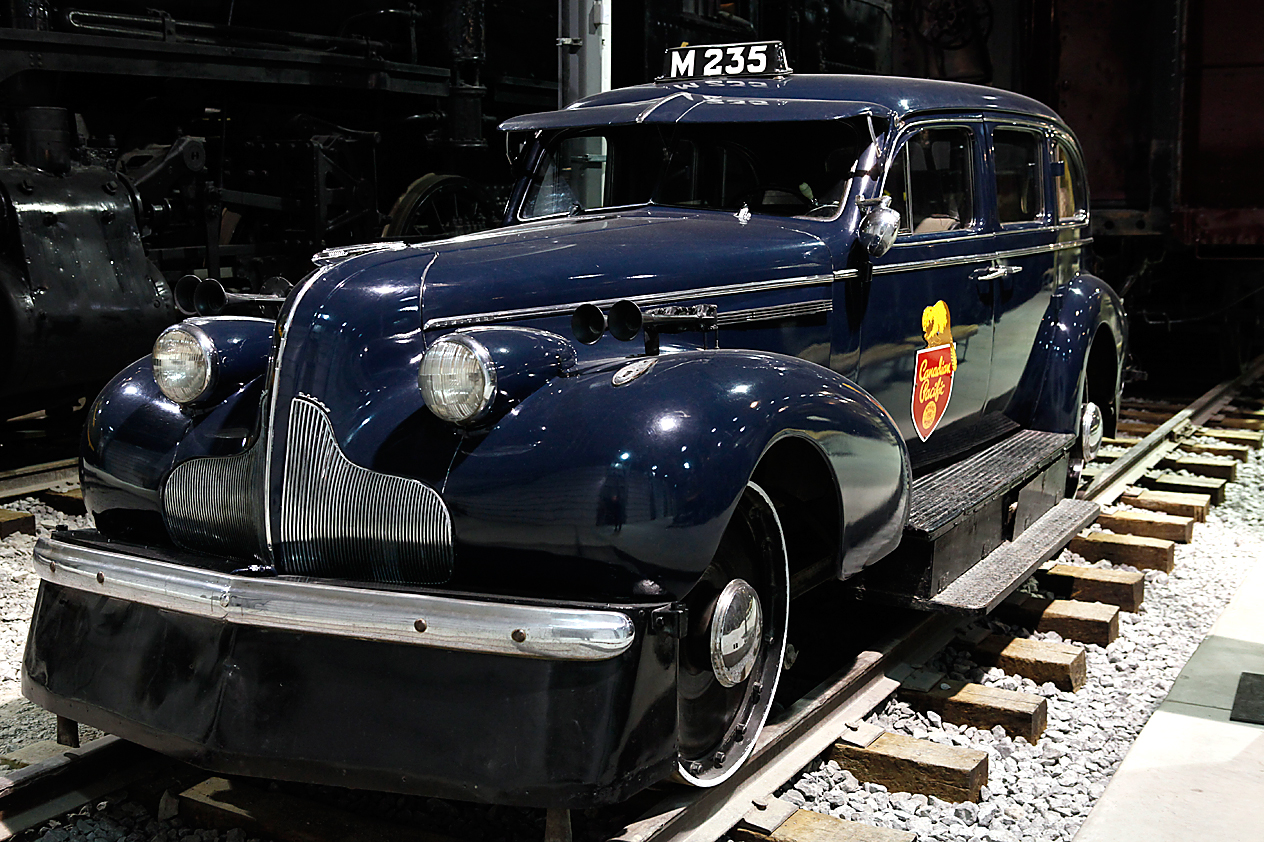
Buick-McLaughlin Limited de 1939 modifiée par le Canadien Pacifique pour l'inspection du réseau ferroviaire.
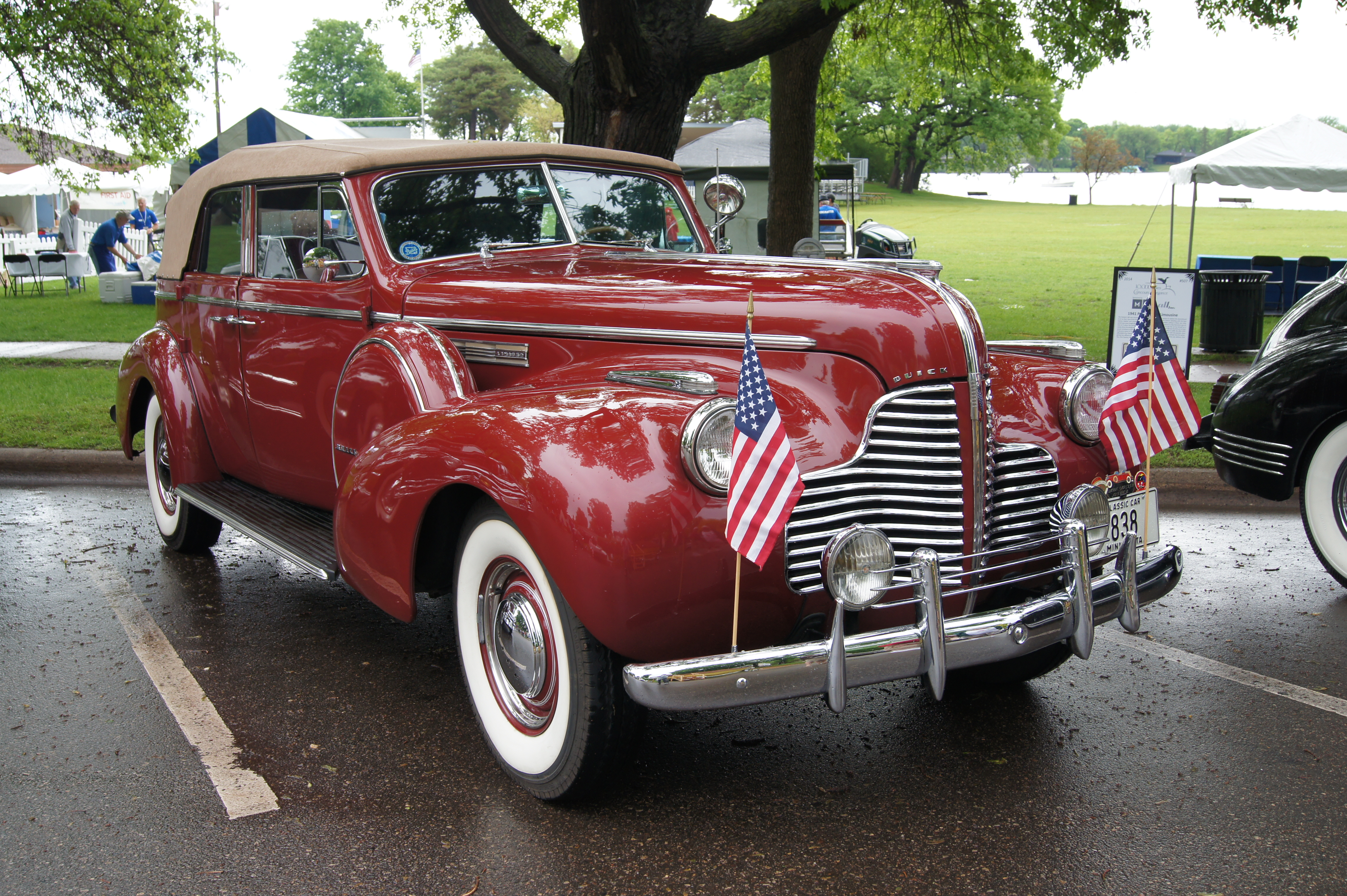
Phaéton série 80 de 1940.

## 1941-1942

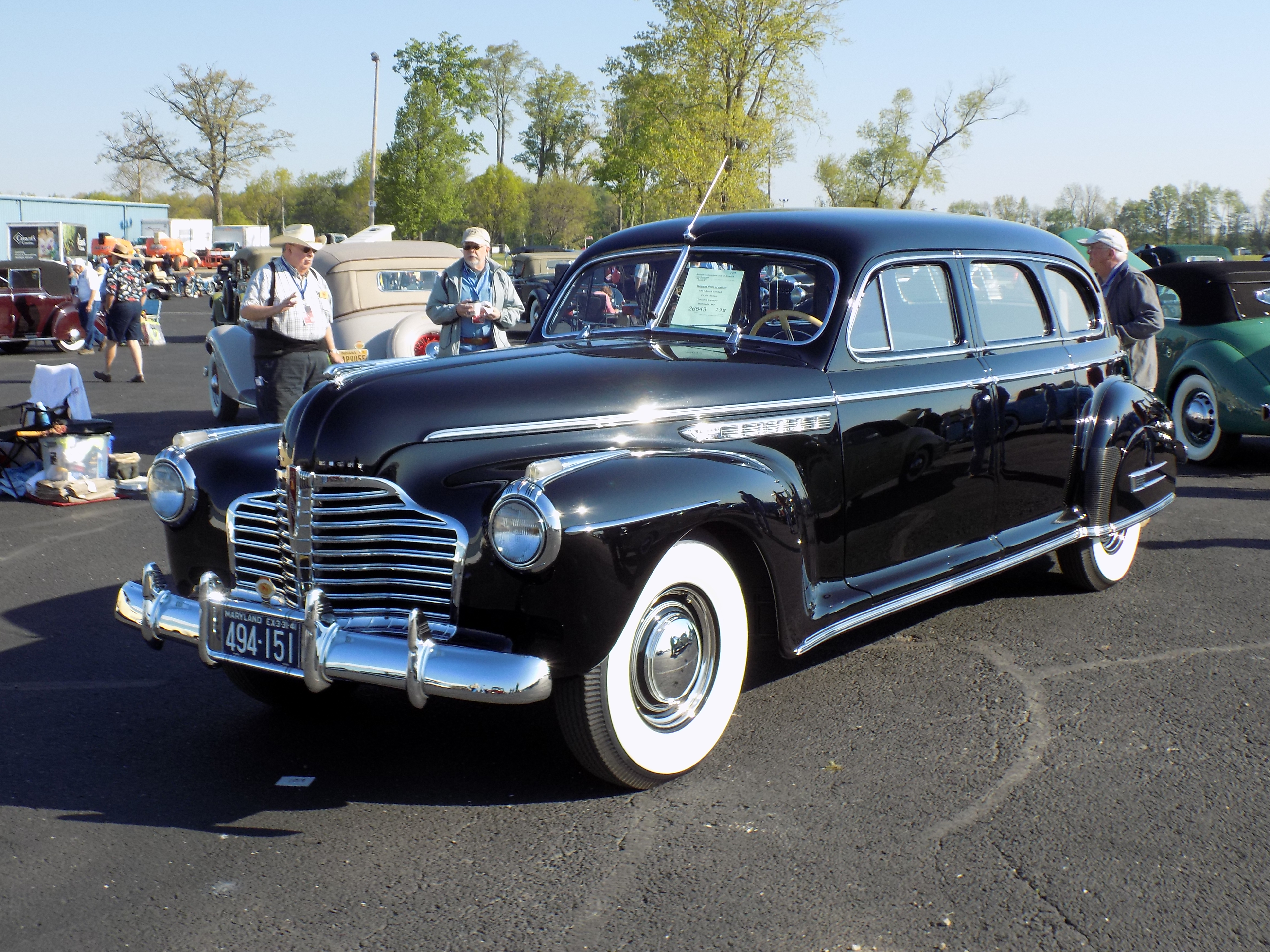
Buick Limited de 1941.

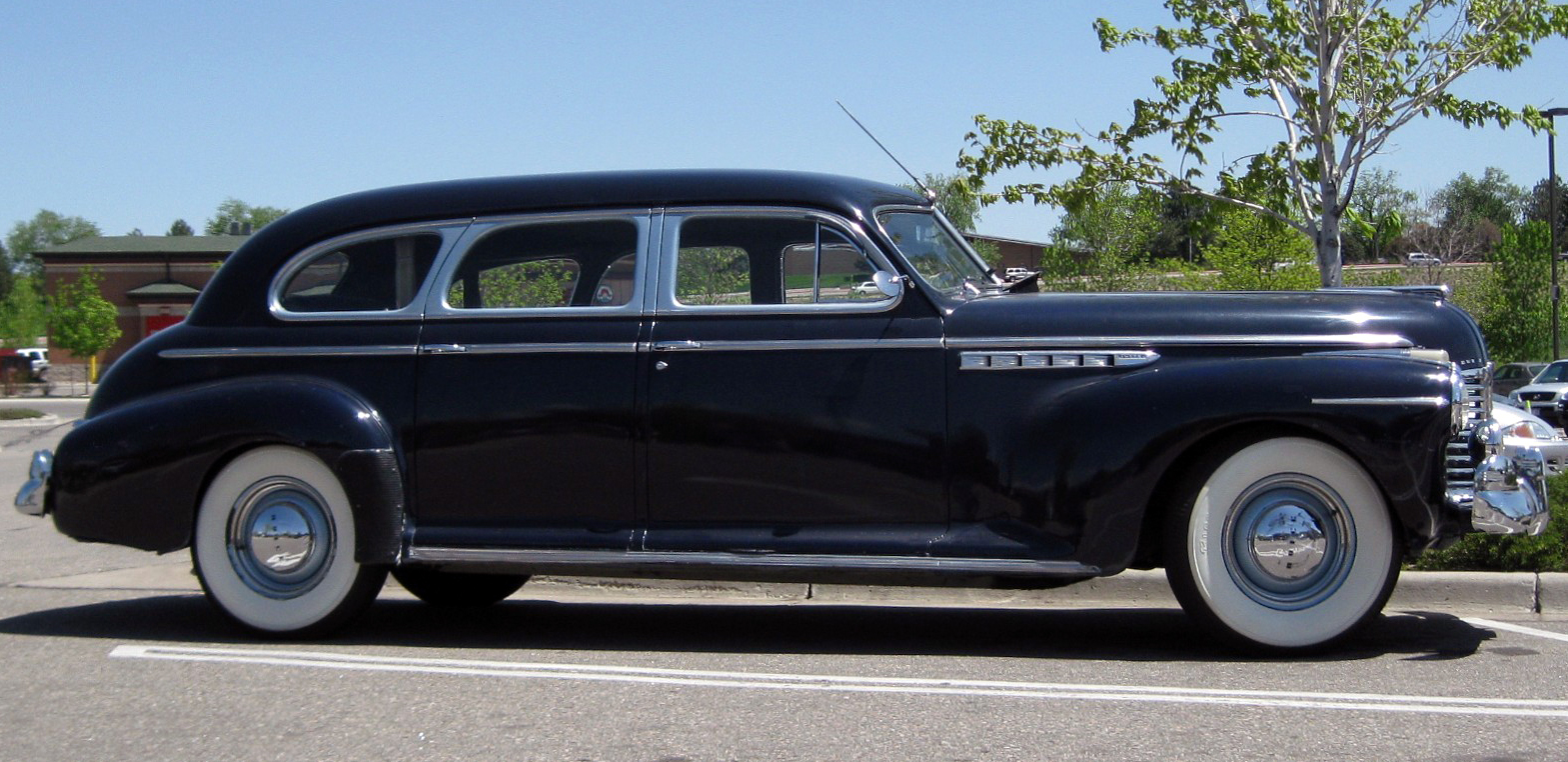
Vue de profil.

En 1941, tous les modèles (sauf les 50 Super et 70 Roadmaster apparues en 1940) sont renouvelés. La nouvelle Buick Limited, uniquement en série 90, se caractérise par un empattement de 139 pouces et une carrosserie plus basse et large perdant finalement son aspect vertical des années 30.
L'héritage des ex-Roadmaster s'efface à l'exception de l'intégration à la série 90 d'un nouveau phaéton. Les limousines 6 ou 8 places avec ou sans cloison sont reconduites. La nouvelle calandre ressemble quelque peu à celle de 1940. Au catalogue figurent des Brougham et Town sedan (sans toit pour le chauffeur) ou Landaus à réaliser par le carrossier Brunn (certaines versions n'existeront que sur papier).
L'année 1942 (qui commence en septembre 1941) voit apparaître la fameuse calandre à barres, motif récurrent de toutes les Buick jusqu'en 1954. Les flancs s'ornent de bandeaux de chrome et la gamme Limited reste inchangée tandis que les Special, Super et Roadmaster adoptent déjà de larges ailes enveloppantes qui réapparaîtront après-guerre.
L'entrée en guerre des États-Unis début décembre 1941 modifie la donne et, dès la fin du mois, les stocks de chrome sont rationnés et les constructeurs automobiles doivent les remplacer par des décorations en acier qui seront recouvertes de peinture. Rapidement, toute nouvelle commande est suspendue et en avril, le stock de voitures non commandées est réquisitionné par le gouvernement. La toute dernière Buick, une sedanet coupé, sort d'usine en février 1942. Désormais, l'usine de Flint se consacre à la production de tanks M18 Hellcat.
Après la fin de la guerre, les automobiles Buick au catalogue en 1946 sont en majeure partie celles de 1942 à l'aspect légèrement révisé. Cependant, les Limited, Century et certaines Special n'ont pas été reconduites. Il n'y a désormais plus de limousines Buick et le véhicule le plus grand et onéreux de la marque est désormais la Roadmaster.

## 1958

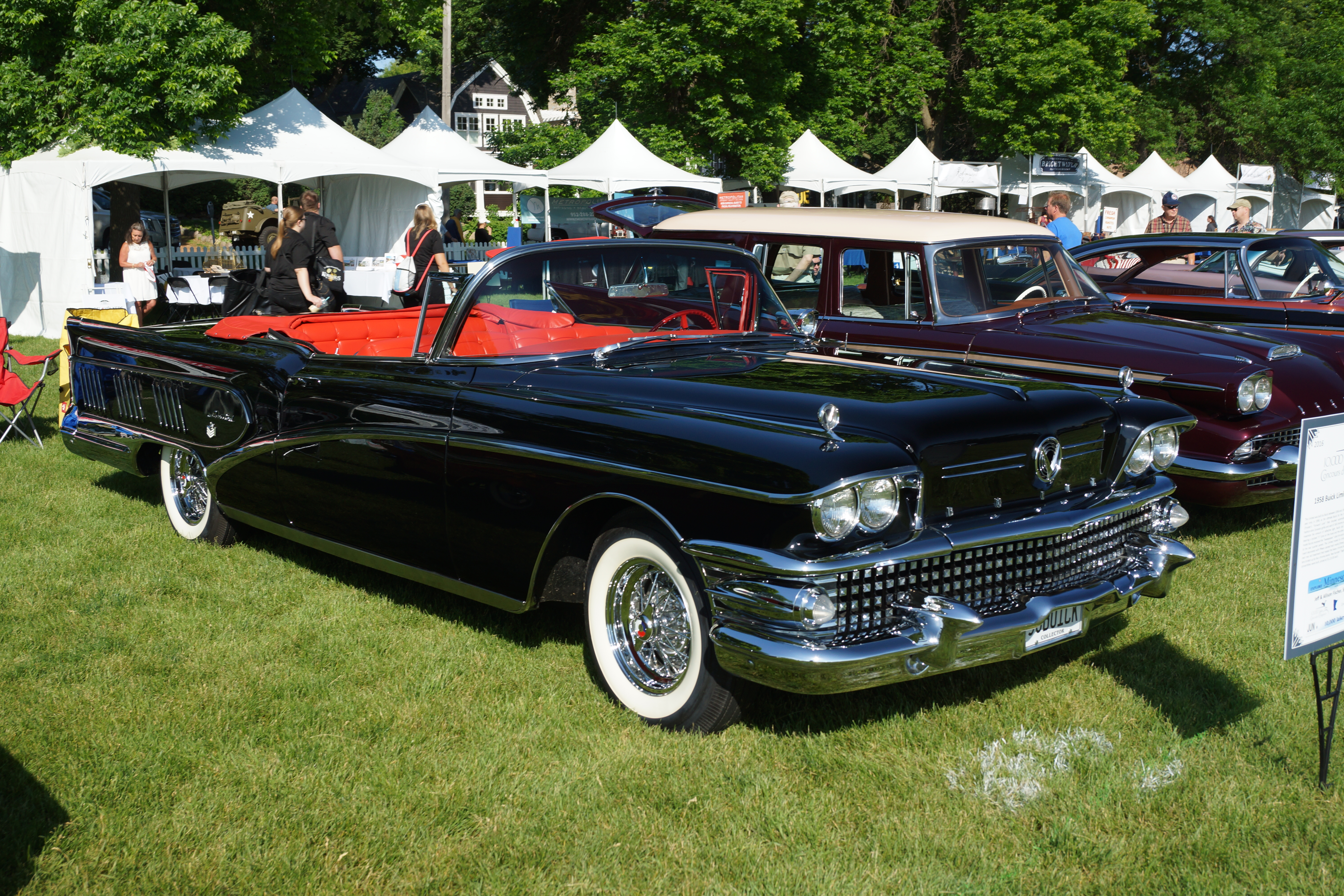
Cabriolet Limited de 1958.

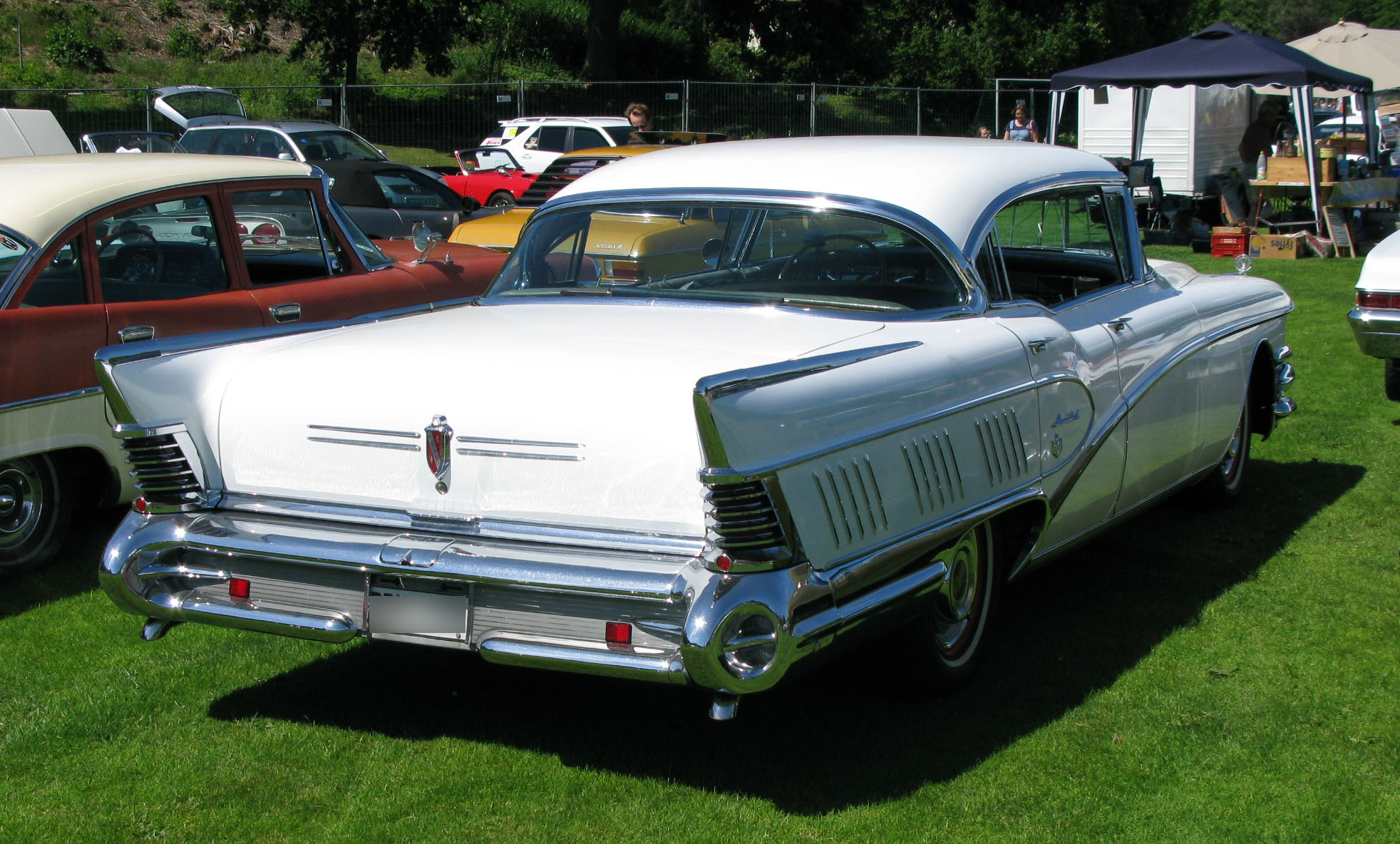
Arrière surchargé de chromes d'une berline Limited.

Le modèle Buick Limited est ravivé pour la seule année 1958, en tant que version plus confortable, riche en décoration, des Buick Roadmaster 1958, dont elle se distingue également par une carrosserie rallongée de 8 pouces (20,32 cm), un porte-à-faux arrière plus important, ainsi que trois rangées de cinq ouïes chromées sur les flancs et plusieurs traits de chrome sur les phares arrière. Tout comme la Roadmaster, elle partage le moteur valve-in-head de 300 ch est proposée en trois versions : berline 4 portes hardtop, coupé 2 portes hardtop et cabriolet 2 portes. Leur prix de base est de 5 022 à 5 125 $, soit 450 $ de plus qu'une Roadmaster équivalente, et pratiquement le double d'une Buick Special d'entrée de gamme. Comme toutes les Buick de cette année, la calandre occupe toute la largeur et s'orne de 160 carrés de chrome avec des phares doubles.
En 1958, General Motors avait renouvelé les modèles de toutes ses marques américaines (Chevrolet, Pontiac, Buick, Oldsmobile et Cadillac) en développant de nouvelles carrosseries semblables et un nouveau châssis, plus moderne et fortement allongé (Buick, Oldsmobile et Cadillac l'ayant déjà introduit en 1957). Les modèles GM de 1958 feront toutefois un flop, en partie imputable au contexte économique, et Buick sera sévèrement touché, reculant au cinquième rang des ventes, poussant les designers des marques du groupe à revoir entièrement leur copie pour l'année 1959. Le look particulier des Buick 1958 n'a pas vraiment convaincu et l'équipe de designers partira pratiquement d'une feuille blanche pour les Buick de 1959.
Dans ce contexte, les très affriolantes Buick Limited, ré-introduites pour s'opposer aux Chrysler Imperial, Lincoln et Cadillac 62, n'atteindront que 7 436 exemplaires – surtout des berlines – soit 3% des Buick produites cette année. Si les cabriolets et coupés Roadmaster feront à peine mieux, les berlines ont quant à elles été produites en grande quantité : 10 505. Le modèle ne sera donc pas reconduit, tandis que les Roadmaster deviendront la version puissante « 225 » des Buick Electra.

## 1965-1973
En 1965, la version la plus luxueuse du modèle Electra 225 Custom 4 portes « hardtop » reçoit à nouveau le nom de Limited.

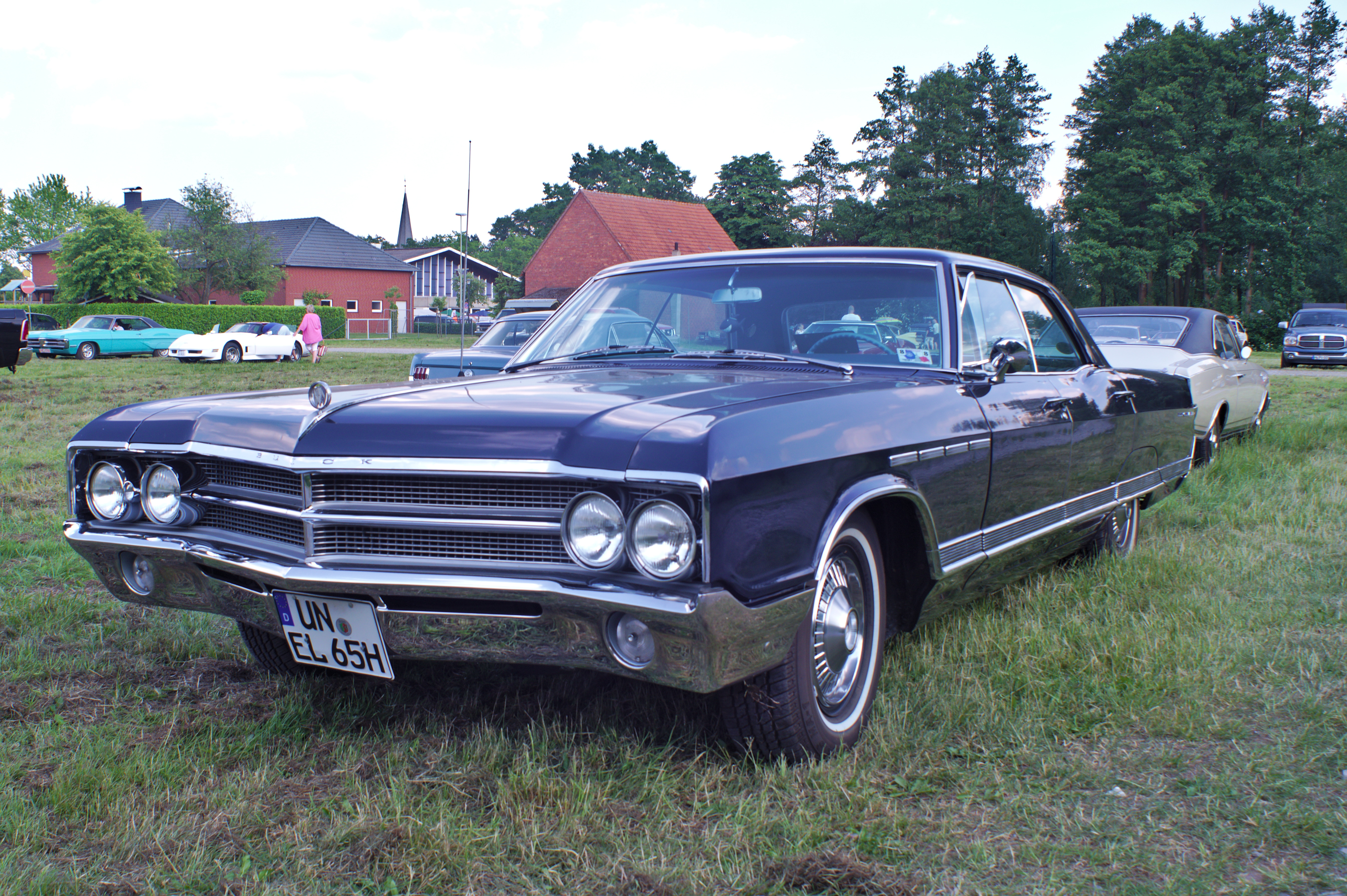
Buick Electra 225 (limited) de 1965.
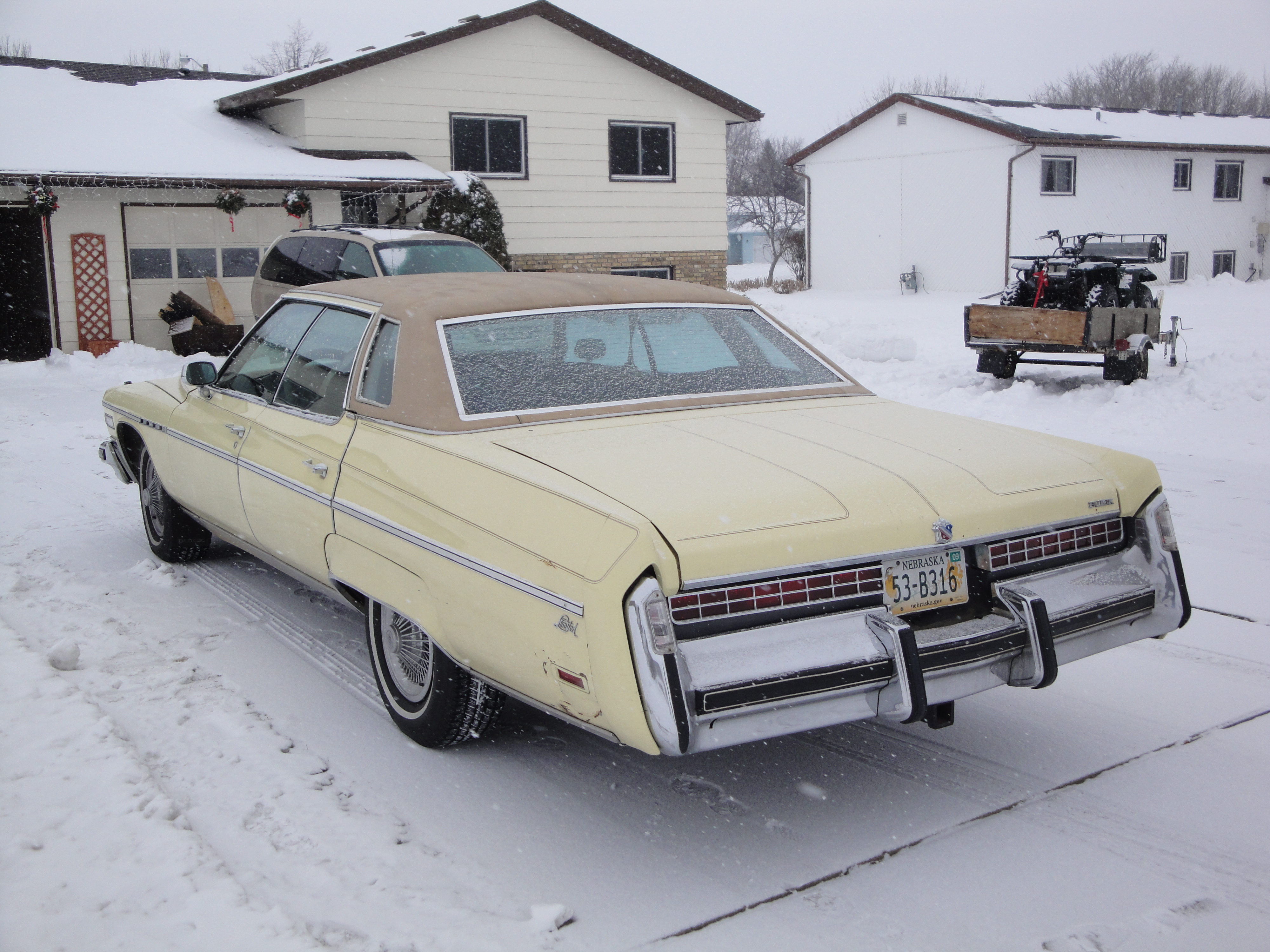
Electra Limited Park Avenue de 1976.
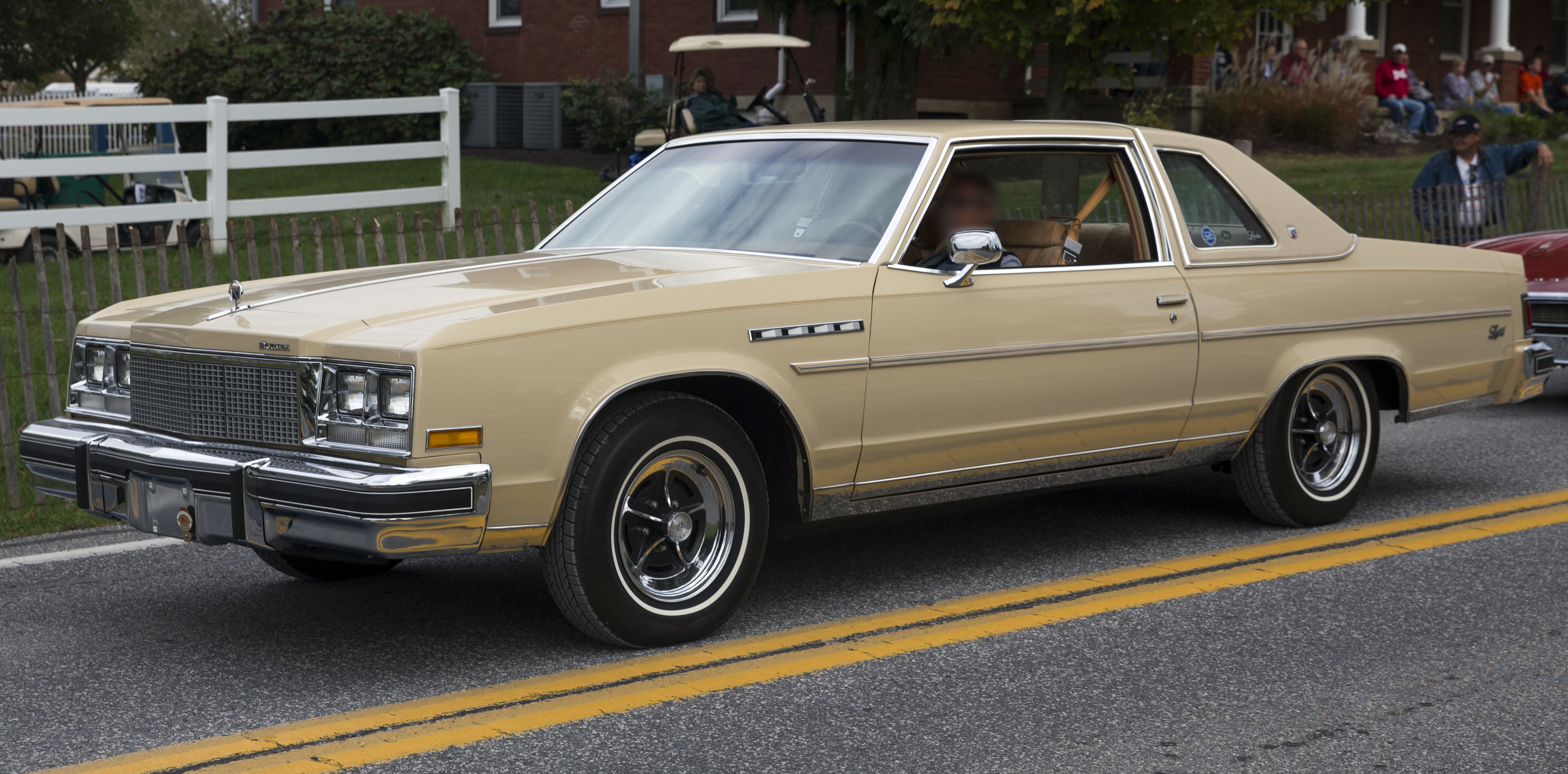
Coupé landau Electra 1979.

## 1974-1979
En 1974, au lieu d'être un groupe d'option sur le modèle Electra 225 Custom, la version Limited est maintenant un modèle à part et le nom « Electra » ne figure nulle part sur ces voitures jusqu'à 1979.

## Après 1979
En 1979, l'utilisation du nom Limited s'est étendue à plusieurs modèles de la gamme Buick (Century, LeSabre, Electra et plus tard Skylark et Regal) et remplace la désignation « Custom » employée jusque-là pour désigner les modèles avec un niveau de finition supérieur (sauf sur l'Electra). Buick cessera finalement l'utilisation de ce nom en 2006.